# A24 (Portugal)
De A24 of Auto-estrada do Interior Norte is een autosnelweg in Portugal die van Viseu naar de grens met Spanje loopt. De snelweg is 162 kilometer lang. Het eerste deel werd geopend in 2006; het laatste deel tussen Chaves en de grens met Spanje in 2010. In Spanje gaat de A24 over in de A-75.
A1 · 
A2 · 
A3 · 
A4 · 
A5 · 
A6 · 
A7 · 
A8 · 
A9 · 
A10 · 
A11 · 
A12 · 
A13 ·
A13-1 · 
A14 · 
A15 · 
A16 · 
A17 · 
A18 · 
A19 · 
A20 · 
A21 · 
A22 · 
A23 · 
A24 · 
A25 · 
A26 · 
A27 · 
A28 · 
A29 · 
A30 · 
A31 · 
A32 · 
A33 · 
A34 · 
A35 · 
A36 · 
A37 · 
A38 · 
A39 · 
A40 · 
A41 · 
A42 · 
A43 · 
A44 · 
A47 · 
A48 · 
VRI